# NGC 1983
NGC 1983 ist ein offener Sternhaufen in der Großen Magellanschen Wolke im Sternbild Schwertfisch. Der Sternhaufen wurde am 11. November 1836 von dem Astronomen John Herschel mit einem 47,5-cm-Teleskop entdeckt. Die Entdeckung wurde später im New General Catalogue verzeichnet.